# 1943 في أستراليا
فيما يلي قوائم الأحداث التي وقعت خلال عام 1943 في أستراليا.

## سياسة

### تعيين في المنصب
- 21 أغسطس – إدغار راسيل عضو مجلس النواب الأسترالي.

## مواليد

### مايو
- 7 مايو – بيتر كاري روائي أسترالي.
- 19 مايو – هيلين كوين فيزيائية أسترالية.

### يوليو
- 3 يوليو – جوديث دارهام

### أكتوبر
- 4 أكتوبر – أوين ديفيدسون لاعب كرة مضرب أسترالي.

### نوفمبر
- 13 نوفمبر – جون دودز متسابق دراجات نارية أسترالي.
- 26 نوفمبر – هربرت هوبرت

### ديسمبر
- 23 ديسمبر – ستيفن والاس كاتب سيناريو أسترالي.
- 25 ديسمبر – بيل بوري لاعب كرة مضرب أسترالي.

## وفيات

### يناير
- 1 يناير – أشلي كامبل (مواليد 1880) لاعب كرة مضرب أسترالي.